# وایچیرو اومورا
وایچیرو اومورا (به انگلیسی: Waichiro Omura) بازیکن فوتبال اهل ژاپن و عضو تیم ملی فوتبال ژاپن است که در تاریخ ۰۳ ژوئن ۱۹۵۶ میلادی اولین بازی ملی‌اش را انجام داد. او در ۵ بازی ملی حضور داشت و آخرین بازی ملی خود را در تاریخ ۲۸ مه ۱۹۵۸ میلادی انجام داد. وایچیرو اومورا در بازی‌های ملی‌اش
گلی به ثمر نرساند.